# Colletes inconspicuus
Colletes inconspicuus là một loài Hymenoptera trong họ Colletidae. Loài này được Kirby mô tả khoa học năm 1900.